# Last
Last (en hangul, 라스트) titulada en español como Último, es una serie de televisión de surcoreana de acción emitida en 2015 basada en el webtoon de Kang Hyung Kyu del mismo título, que aborda la vida de un hombre involucrado en la corrupción financiera, que de pasar a tener una lujosa vida, llega a vivir a la calle, descubriendo una gran oportunidad de surgir.
Es protagonizada por Yoon Kye Sang, anteriormente conocido por su papel en The Greatest Love y Lee Beom-soo en la película Singles. Fue trasmitida por la cadena de cable JTBC desde el 24 de julio hasta el 12 de septiembre de 2015, con una longitud de 16 episodios emitidos cada viernes y sábados a las 20:40 (KST).

## Argumento
Jang Tae Ho (Yoon Kye Sang) es un exitoso gestor de fondos que tras un aparente acuerdo financiero, por desgracia pierde ₩35 billones, su iniciativa es huir, pero es capturado junto a su socio de negocios y son lanzados en un automóvil al río Han, luego de ser obligados a ingerir grandes cantidades de alcohol, para hacer parecer la muerte de los dos como un accidente no intencional, pero su acompañante muere ahogado, mientras él logra escapar. 
En una situación desesperada de pasar a vivir en el lujo a la pobreza extrema, Tae Ho decide ir a los suburbios de Seúl y acudir a prestamistas gánsteres de la mafia coreana (깡패). Él descubre una sociedad secreta de las personas sin hogar que viven en el interior de la Estación de Seúl (서울역), que tienen su propia jerarquía y reglas estrictas. Tae Ho se compromete a averiguar lo que salió mal con su acuerdo, peleando contra sí mismo, y poder recuperar su vida.

## Reparto

### Principal
- Yoon Kye Sang como Jang Tae Ho.
- Lee Beom Soo como Kwak Heung Sam.
- Park Won-sang como Ryu Jong Gu.[5]
- Seo Ye Ji como Shin Na Ra.
- Park Ye Jin como Seo Mi Joo.

### Secundario
Suburbio
- Gong Hyung Jin como Cha Hae Jin.
- Jung Jong Joon como Jung Hwa Jang.
- Ahn Se-ha como Gong Young Chil.[6]
- Kim Ji Hoon como Oh Sip Jang.
- Dong Ha como el guardaespaldas Samagwui
- Lee Chul Min como Doksa.
- Jang Won Young como Akeo.
- Kim Young Woong como Sargento Bae.
- Kim Ki Chul como Señor Yang.
- Park Jae Woong como Ddeokdae.
- Go In Bum como Prestamista.
- Park Ji Il.
- Lee Kyu Sub.
- Lee Do Kyung.

### Otros
- Goo Jae Yi como Yoon Jung Min.
- Lee Yong Woo como Kang Se Hoon / Kwak Heung Soo.
- Lee Do Kyung como  Jung Man Chool
- Kim Jong Goo como Yoon Il Joong.
- Ban Hyo Jung como General Hal Mae.
- Kwon Tae Won.
- Yoon Sang Hoon.
- Jung Dong Kyu.
- Park Gun Ran.
- Kim Woo Suk.
- Jo Min Ah.

Apariciones especiales
- Park Hyuk Kwon como Park Min Soo.
- Yoon Je-moon como Jak Do.[7]
- Jo Jae Yoon como Bae Noon.
- Jang Sung Kyu.
- Song Min Kyu.
- Park Geun Hyung como Wang Hwi Jang.

## Emisión internacional
- Japón: KNTV.[8]